# Japansk spindelkrabba
Japansk spindelkrabba, japansk jättekrabba eller jättekrabba (Macrocheira kaempferi) är det största nu levande leddjuret, och placeras som ensam art i släktet Macrocheira. Det finns dock studier som tyder på att det funnits fler numera utdöda arter i släktet. Dessa är artbestämda som Macrocheira columbiaensis, Macrocheira ginzanensis, Macrocheira jayi, M. longirostra, Macrocheira sullivani, M. teglandi och M. yabei.

## Utseende
En fullvuxen individ kan nå en längd på nästan 4 meter, mätt från klospets till klospets då benen är utsträckta, och en vikt på upp till 20 kilogram. Det finns ett bekräftat exemplar som mätte 3,69 meter, men ännu större exemplar har rapporterats. Hos hannar blir klorna på det främre benparet längre än övriga klor. Den ovala ryggskölden kan bli upp till 30 centimeter bred och nära 40 centimeter lång. Krabban har orange kropp och smala, röda ben med vita fläckar. Dess ögon sitter på framsidan av kroppen med två små horn som sticker fram mellan dem. Unga individer har hår och taggar på skalet och deras horn är längre än hos äldre individer.

## Levnadssätt
Artens naturliga miljö är havsbottnar i Stilla havet kring Japan där den livnär sig på as och kräftdjur. Den kan leva på bottnar ner till 600 meters djup men oftast finns den på omkring 300–400 meters djup. På våren, när de lägger ägg, kan de återfinnas på grundare områden upp till 50 meters djup. Den har en livslängd som är uppskattad till närmare 100 år. Den är inte aggressiv mot människor.

## Fiske
Krabban fiskas med små trålarnät och äts saltad eller ångkokt. Den fångas i bukterna vid Sagami, Suruga och Tosa och runt Izuöarna. Det är förbjudet att fiska krabbor under våren då de lägger ägg. Krabban betraktas som en specialitet i Suruga. Den globala populationen har minskat och man har försökt att skydda dem. Krabban används även för vetenskapliga syften och som prydnad. Den är inte aggressiv och föds ofta upp i akvarier.